# ويليام بروس
ويليام بروس (بالإنجليزية: William Bruce)‏ (24 مايو 1864 في أستراليا - 3 أغسطس 1925) هو لاعب كريكت أسترالي. شارك مع منتخب أستراليا الوطني للكريكت.

## وصلات خارجية
- ويليام بروس على موقع إي آس بي آن كريك إنفو (الإنجليزية)